# Kelly-Insel
Kelly-Insel ist ein deutsches Kinderschutzprojekt der Kommunalen Kriminalprävention, das Kindern sichere Anlaufstellen in einer Stadt oder Gemeinde bieten soll. Der 2016 verstorbene, ehemalige Ministerpräsident Lothar Späth war Schirmherr.
Nachdem 2000 in Filderstadt ein kleines Mädchen ermordet worden war, entwickelte die Alexandra-Sophia-Stiftung zusammen mit der Polizei, Bürgern und der Stadtverwaltung das Konzept „Kelly-Insel“. Für Kinder sollen sichere Anlaufstellen im jeweiligen Ort geschaffen werden (beispielsweise in Geschäften) und die Bürger sollen für das Thema Zivilcourage sensibilisiert werden. Das Motto des Konzepts lautet Kelly-Insel – Ich helfe dir.
Inzwischen gibt es über 3000 Kelly-Inseln in Deutschland, davon etwa 2000 im Landkreis Esslingen.

## Auszeichnungen
- Deutscher Förderpreis Kriminalprävention 2005[1]